# Scottish Division One 1893-94
La Scottish Division One 1893-94 fue la cuarta edición de la máxima categoría del fútbol de Escocia, y la primera luego de que la creación de una segunda categoría dividiera la liga en dos. Este campeonato contó con 10 equipos, y el campeón fue Celtic, que alcanzó el título por segunda vez.

## Desarrollo

### Clasificación
| Pos. | Equipo              | Pts. | PJ | G  | E | P  | GF | GC | Dif. | Clasificación                               |
| ---- | ------------------- | ---- | -- | -- | - | -- | -- | -- | ---- | ------------------------------------------- |
| 1    | Celtic (C)          | 29   | 18 | 14 | 1 | 3  | 53 | 32 | +21  | Campeón                                     |
| 2    | Heart of Midlothian | 26   | 18 | 11 | 4 | 3  | 46 | 32 | +14  |                                             |
| 3    | St Bernard's        | 23   | 18 | 11 | 1 | 6  | 53 | 39 | +14  |                                             |
| 4    | Rangers             | 20   | 18 | 8  | 4 | 6  | 44 | 30 | +14  |                                             |
| 5    | Dumbarton           | 19   | 18 | 7  | 5 | 6  | 32 | 35 | −3   |                                             |
| 6    | St Mirren           | 17   | 18 | 7  | 3 | 8  | 49 | 47 | +2   |                                             |
| 7    | Third Lanark        | 17   | 18 | 7  | 3 | 8  | 38 | 44 | −6   |                                             |
| 8    | Dundee              | 15   | 18 | 6  | 3 | 9  | 47 | 59 | −12  | Reelegido                                   |
| 9    | Leith Athletic      | 10   | 18 | 4  | 2 | 12 | 36 | 46 | −10  | Reelegido                                   |
| 10   | Renton (D)          | 4    | 18 | 1  | 2 | 15 | 23 | 57 | −34  | No reelegido. Desciende a Segunda División. |

 Fuente: SPFL
| Campeón Celtic |
| 2.do título    |